# هالو دوللي (موسيقى)
هالو دولي (بالإنجليزية: !Hello, Dolly)‏ هي موسيقى من تأليف الملحن الأمريكي جيري هيرمان (نص وتلحين). قام بإنتاج هذه الأغنية ديفيد ميريك. تم عرضها في مسرح جامس بنيويورك في 19 يناير عام 1964.